# Nyctophila reichii
La luciérnaga mediterránea (Nyctophila reichii) es una especie de coleóptero de la familia Lampyridae. Es una de las luciérnagas más comunes de la parte mediterránea y sur de la península ibérica, donde habita en una gran variedad de zonas naturales y seminaturales.

## Descripción
Los adultos solo se observan entre finales de mayo y finales de julio. Las larvas de este insecto se han citado a lo largo de todo el año, aunque son menos frecuentes  durante los meses en los que los adultos están presentes. Como el resto de miembros de la familia de los lampíridos, la hembra de Nyctophila reichii es capaz de emitir luz desde el extremo del abdomen, empleándola como reclamo para el apareamiento.
Existe un marcado dimorfismo sexual entre la hembra y el macho. Los machos adultos tienen alas membranosas para volar y élitros muy desarrollados que cubren todo el abdomen, mientras las hembras son ápteras y tienen élitros muy cortos, lo que las hace parecidas a las larvas, pero con un color predominantemente amarillo pajizo. Las larvas son alargadas y negras y divididas en segmentos. Esta luciérnaga se alimenta de gasterópodos, que depreda en estadio larvario, los adultos no se alimentan, ya que carecen de piezas bucales. Las larvas, después de entre 6 y 8 mudas pupan bajo la hojarasca, piedras o trozos de corteza.

## Distribución
Nyctophila reichii ha sido citada en España, Portugal, Francia, Liechtenstein, Serbia, Montenegro, Grecia y Turquía, presentando una distribución notablemente disjunta. En la península ibérica se ha observado principalmente en la zona mediterránea, el sur y el centro, y está prácticamente ausente a la parte norte.